# Saurauia conferta
Saurauia conferta är en tvåhjärtbladig växtart som beskrevs av Otto Warburg. Saurauia conferta ingår i släktet Saurauia och familjen Actinidiaceae. Inga underarter finns listade i Catalogue of Life.